# Филиппини, Марсело
Марсело Филиппини (исп. Marcelo Filippini; р. 4 августа 1967, Монтевидео) — уругвайский профессиональный теннисист и теннисный тренер, победитель 8 турниров Гран-при и АТР в одиночном и парном разрядах.

## Спортивная карьера
Марсело Филиппини, сын теннисного тренера, начал сам играть в теннис уже в пять лет. В 1985 году провёл свои первые игры в составе сборной Уругвая в Кубке Дэвиса, дважды уступив соперникам из Колумбии.
Первые победы в Кубке Дэвиса Филиппини одержал в 1987 году, выиграв обе своих встречи с колумбийскими теннисистами. С июня того же года он начал регулярно участвовать в профессиональных турнирах, уже в августе выиграв в Сан-Паулу свой первый «челленджер» в одиночном разряде, а в ноябре повторив этот результат там же уже в паре с другим уругвайцем Даниэлем Монтесом де Ока. В июне 1988 года, победив во французском Клермон-Ферране на своём втором «челленджере», он вошёл в число ста сильнейших теннисистов мира, а месяц спустя выиграл свой первый турнир Гран-при — Открытый чемпионат Швеции, по ходу выведя из борьбы 23-ю ракетку мира, хозяина соревнований Йоакима Нюстрема. Осенью он ещё дважды пробивался в финалы турниров Гран-при, по одному разу в одиночном и парном разряде, причём в парах победил, и окончил год на 53-м месте в рейтинге АТР в одиночном разряде и на ближайших подступах к сотне сильнейших в парном.
В дальнейшем карьера Филиппини складывалась без особых взлётов и падений. Примерно по разу в год он выходил в финал турниров Гран-при (позже — АТР-тура) в одиночном разряде, раз в два года добавляя к этому финал в парах. За десять лет выступлений с 1988 по 1997 год он выиграл пять таких турниров (в том числе два в 1997 году) в одиночном и три в парном разряде. Выступления в турнирах Гран-при и АТР он совмещал с игрой в «челленджерах», где завоевал ряд титулов на грунтовых кортах в Сан-Паулу, Салоу (Испания), Бухаресте, Тунисе и Барселоне. Вплоть до 1998 года, с перерывами в комце 1991 — начале 1992 годов и с конца 1995 до осени 1996 года, он оставался в числе ста лучших теннисистов мира в одиночном разряде (высшая позиция — тридцатая во второй половине 1990 года), а в парах с перерывами входил в Top-100 с октября 1988 по январь 1990-го. Хотя даже в лучшие годы карьеры в его активе почти не было побед над представителями первой десятки рейтинга, он всё же смог нанести поражения седьмой ракетке мира Ивану Лендлу в первом круге Открытого чемпионата Италии 1993 года и третьей ракетке мира Томасу Мустеру на Открытом чемпионате Нидерландов 1995 года.
В 1994 году, принеся команде Уругвая семь очков в девяти играх с соперниками с Кубы, Багамских островов и из Аргентины, Филиппини дошёл с ней до плей-офф Мировой лиги Кубка Дэвиса, но там проиграл две встречи из трёх, и в итоге уругвайцы уступили австрийцам и так и не вышли в мировую лигу. Своего высшего успеха в турнирах Большого шлема он добился уже на излёте карьеры, в 1999 году, когда, занимая 140-е место в рейтинге, обыграл на Открытом чемпионате Франции четырёх соперников из первой сотни рейтинга, в том числе 13-ю ракетку мира Грега Руседски, и дошёл до четвертьфинала. Завершив выступления в индивидуальных турнирах летом 2000 года, он ещё продолжал выступать за сборную, проведя в её составе три матча во II Американской группе Кубка Дэвиса в 2001 году и принеся ей два очка в трёх парных встречах. Он остаётся рекордсменом сборной Уругвая по числу проведенных матчей (33) и одержанных побед — как в одиночном разряде (31, наравне с Диего Пересом), так и в общей сложности (42). Ещё один рекорд Филиппини установлен в 1996 году в первом круге турнира в Марокко: в одном из геймов его матча с испанцем Альберто Берасатеги счёт «ровно» восстанавливался 28 раз.
С 1998 по 2000 год Филиппини был вице-президентом Совета игроков АТР. После окончания игровой карьеры он работал тренером; среди его подопечных были аргентинские теннисисты Мариано Сабалета (под его руководством дошедший до четвертьфинала Открытого чемпионата США и поднявшийся в рейтинге со 107 до 30 места) и Хуан Мартин дель Потро. Он также возглавлял сборную Уругвая в Кубке Дэвиса.

## Финалы турниров Гран-при и АТР за карьеру (15)

### Одиночный разряд (10)

#### Победы (5)
| №  | Дата        | Турнир                            | Покрытие | Соперник в финале    | Счёт в финале |
| -- | ----------- | --------------------------------- | -------- | -------------------- | ------------- |
| 1. | 11 июл 1988 | Открытый чемпионат Швеции, Бостад | Грунт    | Франческо Канчелотти | 2-6, 6-4, 6-4 |
| 2. | 7 авг 1989  | Прага, ЧССР                       | Грунт    | Хорст Шкофф          | 7-5, 7-6      |
| 3. | 6 июн 1994  | Флоренция, Италия                 | Грунт    | Ричард Фромберг      | 3-6, 6-3, 6-3 |
| 4. | 28 апр 1997 | Атланта, США                      | Грунт    | Джейсон Столтенберг  | 7-62, 6-4     |
| 5. | 19 мая 1997 | Санкт-Пёльтен, Австрия            | Грунт    | Патрик Рафтер        | 7-62, 6-2     |

#### Поражения (5)
| №  | Дата        | Турнир                      | Покрытие | Соперник в финале | Счёт в финале  |
| -- | ----------- | --------------------------- | -------- | ----------------- | -------------- |
| 1. | 19 сен 1988 | Бари, Италия                | Грунт    | Томас Мустер      | 6-2, 1-6, 5-7  |
| 2. | 5 ноя 1990  | Итапарика, Бразилия         | Хард     | Матс Виландер     | 1-6, 2-6       |
| 3. | 29 апр 1991 | Мадрид, Испания             | Грунт    | Хорди Арресе      | 2-6, 4-6       |
| 4. | 22 мая 1995 | Болонья, Италия             | Грунт    | Марсело Риос      | 2-6, 4-6       |
| 5. | 15 апр 1996 | Пейджет, Бермудские острова | Грунт    | Маливай Вашингтон | 7-66, 4-6, 5-7 |

### Парный разряд (5)

#### Победы (3)
| №  | Дата        | Турнир              | Покрытие | Партнёр         | Соперники в финале                 | Счёт в финале |
| -- | ----------- | ------------------- | -------- | --------------- | ---------------------------------- | ------------- |
| 1. | 26 сен 1988 | Палермо, Италия     | Грунт    | Карлос ди Лаура | Альберто Мансини Кристиан Миниусси | 6-2, 6-0      |
| 2. | 8 июн 1992  | Флоренция, Италия   | Грунт    | Луис Маттар     | Ройс Депп Брент Хайгарт            | 6-4, 6-7, 6-4 |
| 3. | 31 окт 1994 | Монтевидео, Уругвай | Грунт    | Луис Маттар     | Серхио Касаль Эмилио Санчес        | 7-6, 6-4      |

#### Поражения (2)
| №  | Дата        | Турнир         | Покрытие | Партнёр        | Соперники в финале             | Счёт в финале |
| -- | ----------- | -------------- | -------- | -------------- | ------------------------------ | ------------- |
| 1. | 16 апр 1990 | Ницца, Франция | Грунт    | Хорст Шкофф    | Альберто Мансини Янник Ноа     | 4-6, 6-7      |
| 2. | 5 ноя 1992  | Афины, Греция  | Грунт    | Марк Куверманс | Томас Карбонель Франсиско Ройг | 3-6, 4-6      |